# Adio, arme (roman)
Adio, arme (în engleză A Farewell to Arms) este un roman autobiografic din 1929 al scriitorului american Ernest Hemingway.

## În cinematografie
Filmul Adio arme din 1957 este adaptarea cinematografică a romanului lui Ernest Hemingway.